# 曲淑辉
曲淑辉（1955年3月—）女，山东莱州人，中国共产党纪检官员，中国共产党第十八届中央纪律检查委员会委员。

## 生平
1973年2月参加工作，1973年11月加入中国共产党。1973年内，在吉林省九台县龙家堡公社新民大队插队。1973年至1976年，任吉林省九台县龙家堡公社副社长。1976年至1978年，任中共长春市委组织部秘书处干部。1978年至1982年，在吉林大学法律系法律专业学习。
1982年至1984年，任全国水上运输高级检察院海事检察厅干部。1984年至1988年，任中共交通部党组纪检组副处级检察员。1988年至1990年，任监察部驻交通部监察局办公室主任、交通部党组纪检组办公室主任。1990年至1994年，任中央纪委、监察部驻交通部副局级纪检员、监察专员兼纪检监察一室主任。1994年至1996年，任中央纪委驻交通部纪检组副组长（正局级）。其间，1993年至1996年在吉林大学法学院经济法专业在职硕士研究生学习。1996年至2001年，任中央纪委驻交通部纪检组副组长、监察局局长。其间，1997年至2000年在吉林大学法学院刑法学专业在职博士研究生学习，获得法学博士学位。
2001年至2006年，任中央纪委驻最高人民法院纪检组副组长、最高人民法院监察室主任。2006年至2008年，任中央纪委驻国家食品药品监督管理局纪检组组长、国家食品药品监督管理局党组成员。2008年至2016年，任中央纪委驻民政部纪检组组长、民政部党组成员。2012年，当选中国共产党第十八届中央纪律检查委员会委员。2016年5月至2016年11月，任中央纪委驻国家民委纪检组组长、国家民委党组成员。
2016年10月31日，中央纪委书记王岐山在全国政协常委会议上讲话时说：“六中全会上，有一名中央委员和一名中央纪委委员就‘请假’了，因为他们所领导的部门出现了系统性腐败，中共中央决定对他们问责。”他指的是中央委员、民政部部长李立国，以及中央纪委委员、民政部纪检组组长曲淑辉。2016年11月7日和15日，民政部部长李立国和副部长窦玉沛先后被免职。随后中央纪委驻国家民委纪检组组长曲淑辉也被免职。2017年1月，王岐山在十八届中央纪委七次全会上的讲话称，“对民政部党组、驻民政部纪检组管党治党不力、发现问题不报告不处置严肃问责，原党组书记、派驻纪检组组长受到责任追究。”2017年1月17日，中央纪委官网刊文《纪委要把自己摆进去》，其中提到“派驻民政部纪检组原负责人缺乏担当精神，发现问题不报告不处置，受到责任追究”。
2017年6月20日，中央纪委网站发布公告，因曲淑辉担任中央纪委驻民政部纪检组组长、民政部党组成员期间，未按照党中央要求履行全面从严治党监督责任，对驻在部门所辖单位发生系统性腐败问题严重失职失责；未按照中共中央要求聚焦主责主业，长期干预和插手驻在部门下属单位相关工程项目，并从中谋取私利，决定给予曲淑辉同志留党察看二年、行政撤职处分，降为正处级非领导职务。给予其留党察看二年的处分，待召开中央纪委全体会议时予以追认。
2017年10月9日在北京举行中国共产党第十八届中央纪律检查委员会第八次全体会议，全会审议并通过中央纪律检查委员会常务委员会关于李刚、曲淑辉同志严重违纪问题的审查报告，确认中央纪律检查委员会常务委员会之前作出的给予曲淑辉同志留党察看二年处分的决定。